# 井上久照
井上 久照（いのうえ ひさてる、1944年 - 2009年2月2日）は東京都町田市在住の彫刻家。現在日展会員・日本彫刻会会員。
日彫展・日展などで数々の賞を獲得し、自身の出身地神奈川県秦野市には数多くの彫刻が公園や学校などに建立されている。学校関係では代表的なものに日本体育大学横浜健志台キャンパスにエッサッサ像が1995年（平成7年）に建立された。

## 略歴
- 1944年 神奈川県秦野市に生まれる。
- 1964年 日展初入選
- 1967年 イスラエル留学
- 1968年 ヨーロッパに美術視察旅行
- 1970年 日本彫刻会会員となる

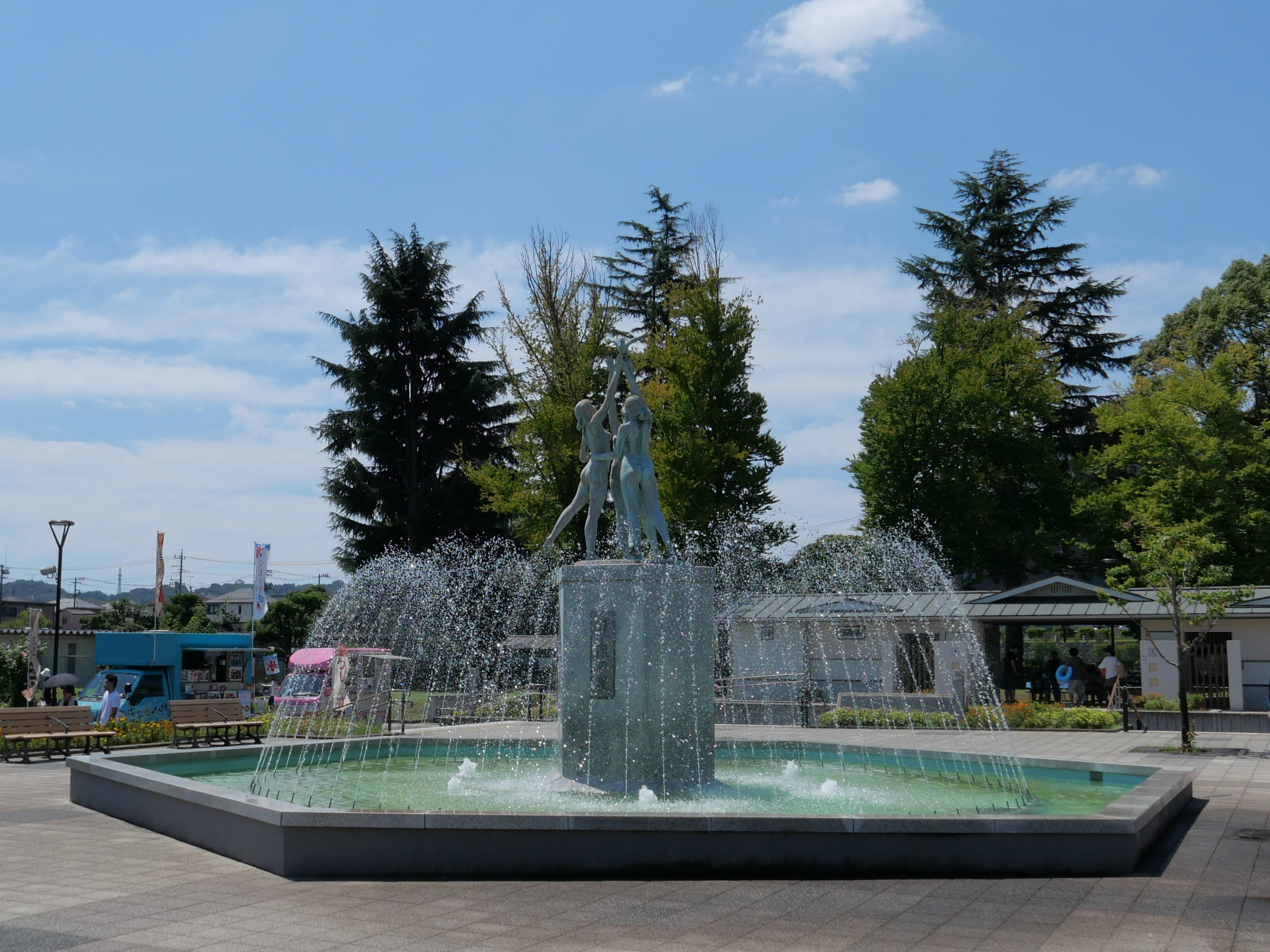
秦野市カルチャーパーク「健康の泉」

- 1979年 秦野市中央運動公園（現・秦野市カルチャーパーク）にシンボル像の「健康の泉」を制作
- 1980年 秦野市文化会館に「風」と「愛」建立
- 1981年 秦野市立東中学校に「希望」を建立
- 1984年 第14回日彫展に「三つ編みをする乙女」を出品、日彫賞を受賞
- 1985年 秦野市立東中学校に「大地」を建立
- 1986年 第18回日展に「樹の実」を出品、特選を受賞
- 1987年 文化庁主催第21回現代美術選抜展に招待出品
- 1988年 第20回日展に「湖畔」を出品、特選を受賞
- 1989年
  - 89夢のかけはし彫刻展（秦野市）に「愛の絆」を出品、優秀賞受賞
  - 代官山画廊にて第20回日展の特選受賞記念個展
- 1990年
  - 長野県茅野市蓼科高原芸術の森に「湖畔」を建立
  - 秦野市立本町小学校にアメリカのテキサス州パサデナ市テーグ小学校姉妹校締結5周年記念として「友情の像」を建立
  - 大阪府岸和田市文化会館に｢賛歌」を建立秦野市名古木自治会館に「愛」を建立
- 1991年 長野県小県郡丸子町に「レッスン」像建立
- 1992年 町田市・町田デザイン専門学校に「春を待つ」を建立長野県小県郡丸子町に「仲良し」像を建立
- 1994年 第24回日彫展において審査員となる
- 1995年 
  - 日本体育大学（横浜・健志台キャンパス）に「エッサッサ」像を建立
  - 第25回日彫展に「角笛」出品、西望賞を受賞
  - 八王子市役所に｢和の角笛」仮設置第27回日展の審査員に就任
- 1996年 日展の会員となる、日展新会員記念個展、代官山画廊
- 1997年
  - JR八王子駅北口駅前八王子スクエアビル東側に「和の角笛」像を建立
  - 神奈川県秦野市立南中学校に「春風」像を建立
- 1998年 秦野市保健福祉センターに「絆」像を建立
- 2001年
  - 東京キリスト聖書塾に「千年紀の祈り」（嘆きの壁にて）ブロンズ像寄贈により建立
  - 第31回日彫展審査員となる（2回目）
  - 秦野市栄町の上宿観音境内に「上宿夢観音」を建立
- 2002年 神奈川県横浜市神奈川区台町の大網金刀比羅神社の立木に「天狗像」を制作
  - 第34回日展審査員に就任（2回目）
- 2003年 神奈川県相模原市淵野辺駅北口前ロータリー内に「飛翔」像を建立
- 2004年 伊勢原市串橋の宝上山妙蔵寺に｢善波太郎重氏像」と「千子姫像」を制作
  - 桜美林学園、大学総長「清水安三先生」像を生誕地の滋賀県高島郡新旭町（2005年1月1日より高島市）に建立
- 2009年2月2日逝去